# Sergio Díaz
Sergio Ismael Díaz Velázquez, né le 5 mars 1998 à Itauguá, est un footballeur international paraguayen. Il évolue au poste d'attaquant.

## Carrière
Sergio Díaz commence le football au Tacuary FC, et rejoint le club de Cerro Porteño au bout d'un an. Il intègre alors à l'âge de dix ans l'école de foot du club. Il s'entraîne pour la première fois avec l'équipe en 2013, lorsqu'il est comparé à Sergio Agüero.
Díaz joue son premier match professionnel le 27 juin 2014, à seulement seize ans. Il inscrit son premier but trois mois plus tard, contre le Club Nacional. Il est ensuite sélectionné en équipe du Paraguay des moins de 20 ans en janvier 2015 pour participer au Championnat de la CONMEBOL. Il devient le plus jeune buteur de la compétition en marquant contre la Bolivie. Ses performances lui valent alors d'être repéré par des clubs européens, comme Manchester United et Liverpool. En mai de la même année, il devient le plus jeune buteur du Clásico contre l'Olimpia à dix-sept ans, un mois et 28 jours, battant le précédent record de Roque Santa Cruz. En septembre, Carlos Jara Saguier le sélectionne pour participer à la Coupe du monde des moins de 17 ans au Chili. Sergio Díaz est convoqué avec les moins de 20 ans en juin 2016 pour le Tournoi de Toulon.
Il signe en juillet 2016 avec le Real Madrid un contrat de cinq ans pour un transfert évalué à cinq millions d'euros,. Son début de saison est remarqué grâce notamment à trois buts inscrits en deux matchs. Au terme de sa première saison madrilène, il débute en équipe du Paraguay lors d'une défaite contre la France cinq à zéro.

## Statistiques
| Saison                | Club                  | Championnat           | Championnat | Championnat | Coupe(s) nationale(s) | Coupe(s) nationale(s) | Compétition(s) continentale(s) | Compétition(s) continentale(s) | Compétition(s) continentale(s) | Paraguay | Paraguay | Total | Total |
| Saison                | Club                  | Division              | M.          | B.          | M.                    | B.                    | Comp.                          | M.                             | B.                             | M.       | B.       | M.    | B.    |
| 2014                  | Cerro Porteño         | División Profesional  | 20          | 8           | 0                     | 0                     | CS                             | 3                              | 0                              | -        | -        | 23    | 8     |
| 2015                  | Cerro Porteño         | División Profesional  | 27          | 5           | 1                     | 0                     | -                              | -                              | -                              | -        | -        | 28    | 5     |
| 2016                  | Cerro Porteño         | División Profesional  | 14          | 2           | 0                     | 0                     | CL                             | 5                              | 1                              | -        | -        | 19    | 3     |
| Sous-total            | Sous-total            | Sous-total            | 61          | 15          | 1                     | 0                     | -                              | 8                              | 1                              | -        | -        | 70    | 16    |
| 2016-2017             | Real Madrid Castilla  | Segunda División B    | 36          | 5           | -                     | -                     | -                              | -                              | -                              | 1        | 0        | 37    | 5     |
| Sous-total            | Sous-total            | Sous-total            | 36          | 5           | -                     | -                     | -                              | -                              | -                              | 1        | 0        | 37    | 5     |
| Total sur la carrière | Total sur la carrière | Total sur la carrière | 97          | 20          | 1                     | 0                     | -                              | 8                              | 1                              | 1        | 0        | 107   | 21    |

## Palmarès
Il remporte le Tournoi d'ouverture du championnat du Paraguay 2015 avec le Cerro Porteño. Il termine également deuxième du Tournoi de clôture du championnat du Paraguay en 2014 et 2015.
À titre personnel, il est élu Révélation du tournoi et fait partie de l'équipe-type du Tournoi de Toulon 2016,.